# 灵沼街道
灵沼街道，是中华人民共和国陕西省西安市长安区下辖的一个乡镇级行政单位。
灵沼乡地处长安西部，沣河西岸，南北狭长近20华里。全乡共有20个行政村，107个村民小组，27044人（其中农业人口26706人），耕地2.9万亩。乡内土地肥沃，地势平坦，水利条件优越，是一个以粮食、果业生产为主的农业乡。全乡第三产业发展很快，灵沼市镇经过拓宽改造已初步形成规模，市镇拥有各类门店、储贮企业、企事业单位等180多户，从业人员1500余人。交通便利，四通八达，通迅条件良好，电力供应充足，历史文化遗产和天然资源潜力巨大，对开发旅游休闲业具有独特的条件

## 行政区划
灵沼街道下辖以下地区：
里兆渠村、苗驾村、冯村、西石榴村、南石榴村、东石榴村、鲁坡头村、柳林庄村、海子村、回禾村、西南村、官道村、下南丰村、上南丰村、阿底村、小丰村、东正庄村、南正庄村、邱家村和吴家村。

## 历史遗迹
灵沼得名于西周，3100多年前，商纣时代，周文王发兵灭掉诸候京兆崇国崇候虎（今户县），从西岐迁都丰京。筑灵台教民耕织，修灵沼与民同乐。现今的灵沼乡包括了西周先祖的灵沼、灵台、灵囿绝大部分地方，如今灵台遗址，建有庙宇数座，名曰平等寺，寺内有尼姑数人，常年香火不断。平等寺位于沣河岸边，站在平等寺东门，沣河内千亩开阔滩涂尽收眼底，具有极大的开发旅游价值。灵沼乡境内文物古迹众多，历史文化底蕴深厚，加之灵沼区位优势明显，距西高新二次创业中心、西安绕城高速、长安科技产业园仅7-10公里，因此该地开发潜力得天独厚。